# Josefine Rybrink
Solveig Josefine Kristina Rybrink (* 19. Januar 1998 in Kristianstad) ist eine schwedische Fußballspielerin. 

## Karriere

### Vereine
Rybrink begann im Alter von 14 Jahren für den in Onsala in der Gemeinde Kungsbacka in der Provinz Hallands ansässigen Onsala Bollklubben mit dem Fußballspielen. Nach drei Jahren nach Kungsbacka gelangt, spielte sie erstmals im Seniorinnenbereich für die erste Mannschaft von 
Kungsbacka DFF in der Elitettan, der zweithöchsten Spielklasse im schwedischen Frauenfußball. In ihrer Premierenspielzeit bestritt sie 21 Punktspiele, in der Spielzeit 2016 und 2017 gelang ihr in 23 bzw. 22 Punktspielen jeweils ein Tor. Zur Spielzeit 2018 wurde sie vom Erstligisten Kristianstads DFF verpflichtet, für den sie 74 torlose Punktspiele in vier Spielzeiten in der höchsten Spielklasse bestritt. Ihr Debüt in der Damallsvenskan gab sie zum Saisonstart am 14. April 2018 beim 1:1-Unentschieden im Heimspiel gegen den Vittsjö GIK. Mit der Mannschaft war sie im Pokalfinale am 1. Mai 2019 auf dem Valhalla idrottsplats in Göteborg dem Kopparbergs/Göteborg FC mit 1:2 unterlegen.
Seit der Spielzeit 2022 ist sie für den Ligakonkurrenten BK Häcken aktiv. Ihr erstes Tor in dieser Spielklasse, zugleich das einzige in dieser Spielzeit, erzielte sie am 2. Oktober 2022 (22. Spieltag) beim 5:1-Sieg im Auswärtsspiel gegen den Linköpings FC mit dem Treffer zum 2:0 in der 40. Minute. Mit ihrer Mannschaft erreichte sie dreimal in Folge das Finale um den Svenska Cupen, dem nationalen Vereinspokal. 2022 war sie mit ihr dem FC Rosengård mit 1:2 n. V., 2023 dem Hammarby IF mit 0:3 und 2024 dem Piteå IF mit 0:1 unterlegen. Am Ende der Spielzeit 2023 wurde sie als beste Verteidigerin der Spielklasse aufgezeichnet.

### Nationalmannschaft
Rybrink kam im Jahr 2013 in zwei und im Jahr 2014 in sechs Länderspielen für die Nachwuchsnationalmannschaften des SvFF der Altersklassen U15 und U16 zum Einsatz und gelangte folgerichtig in die U17-Nationalmannschaft, für die sie fünf Länderspiele bestritt. Nach dem torlosen Spiel der U18-Nationalmannschaft am 17. August 2016 in Tønsberg gegen die U18-Nationalmannschaft Norwegens, spielte sie fortan von 2015 bis 2017 für die U19-Nationalmannschaft, für die sie in neun Einsätzen ohne Torerfolg blieb, wie auch für die U20-Nationalmannschaft, für die sie am 17. September 2016 in Uddevalla beim 1:0-Sieg über die U20-Nationalmannschaft Deutschlands debütierte.
Mit 31 Länderspielen bestritt sie für die U23-Nationalmannschaft von 2016 bis 2023 die meisten. In dieser Altersklassenmannschaft gelang ihr auch ihr erstes Länderspieltor. Es war das 1:0-Siegtor in der Nachspielzeit im Freundschaftsspiel gegen die U23-Nationalmannschaft Italiens am 25. November 2021 in Florenz. In diesem Zeitraum wurde sie am 19. Februar 2021 in Paola beim 6:1-Sieg über die Nationalmannschaft Österreichs das erste Mal in der A-Nationalmannschaft mit Einwechslung für Nilla Fischer in der 78. Minute eingesetzt. Ihr erstes A-Länderspieltor erzielte sie am 12. Juli 2024 in Dijon im fünften Spiel der EM-Qualifikationsgruppe 3 der Liga A bei der 1:2-Niederlage gegen die Nationalmannschaft Frankreichs mit dem Treffer zum 1:1 in der 49. Minute. Mit ihrer Nationalmannschaft nahm sie am Turnier um den Algarve-Cup 2022 teil und wurde einzig im Finale am 23. Februar im portugiesischen Lagos eingesetzt. Gegen die Nationalmannschaft Italiens konnte das Spiel erst nach dem Elfmeterschießen mit 6:5 gewonnen werden, nachdem es nach 90 Minuten mit 1:1 geendet hatte.

## Erfolge
Nationalmannschaft
- Algarve-Cup-Sieger 2022

BK Häcken
- Schwedischer Pokal-Finalist 2022, 2023, 2024

Kristianstad DFF
- Schwedischer Pokal-Finalist 2019

## Auszeichnung
- Verteidigerin des Jahres in der Damallsvenskan 2023